# Teodor iz Amasije
Teodor iz Amasee (? - Amasea, 17. veljače 306.), kršćanski svetac mučenik za vjeru; prvi zaštitnik Venecije. 

## Životopis
Teodor je bio levantskoga podrijetla, po nekim izvorima iz Cilicije a po drugim iz Armenije. Prema njegovoj hagiografiji, bio je vojnik u rimskoj legiji. Često ga se naziva i Teodor Tioron (po imenu grada Tira) jer je on prema nekim izvorima, bio pripadnik Cohors Tironum (Tirske kohorte), prema drugima jer je on bio tir (vojnik novak). U zapadnom kršćanstvu ga se obično naziva Teodor iz Amasee, po imenu antičkoga grada Amasee u Pontu, gdje je pretrpio svoje mučeništvo. U istočnom kršćanstvu često ga zovu Teodor Regrut (Novak).
Kad je počeo progon kršćana pod carem Maksimijanom (305. – 311.), Teodor nije krio da je i on kršćanin, te je zbog toga osuđen i zatvoren u tamnicu. Tamnica je zapečaćena jer je sudac želio da Teodor umre od gladi. Po kršćanskoj tradiciji, njemu se u tamnici javio Isus Krist i ohrabrio ga govoreći: "Ne boj se Teodore, ja sam s tobom. Ne uzimaj više zemaljske hrane i pića, jer ćeš biti u drugom životu, vječnom i neprolaznom, sa mnom na nebesima." Kršćani također vjeruju da se u tom trenutku pojavilo mnoštvo anđela u tamnici i da se je cijela tamnica osvijetlila, njih su također vidjeli stražari i jako su se uplašili.
Nakon tog događaja sveti Teodor izveden iz je iz tamnice, mučen i osuđen na smrt - spaljivanjem na lomači.  Najstariji tekst o mučeništvu sv.Teodora objavio je Hippolyte Delehaye u svojoj knizi Les legendes grecques des saints militaires, (str 227.) u 19. stoljeću.

## Štovanje
U 12. stoljeću tijelo mu je preneseno u Brindisi, gdje se slavi kao zaštitnik grada. Mnoge crkve u Konstantinopolisu, Jeruzalemu, Damasku, i drugim gradovima kršćanskog istoka nose njegovo ime. Stara venecijanska crkva San Teodoro, koja je kasnije srušena zbog proširenja bazilike sv. Marka, također je bila posvećena svecu. U podnožju Rimskog Palatina je vrlo stara crkva, kružnog oblika, posvećena Svetom Teodoru, kojeg rimljani zovu San Toto. Vjernici vjeruju da sv. Teodor ima iscjeliteljske moći i donose bolesnu djecu u njegove hramove. Njemu se moli i zaziva protiv oluja.

## Ikonografija
Njegova borba sa zmajem (koji je predstavljen kao krokodil, na njegovom kipu na stupu na Trgu svetog Marka) je ikonografski prizor i čin preuzet od puno popularnijeg sveca Svetog Jurja. Krajem devetog stoljeća došlo je do miješanja i dupliciranja pojedinosti iz života svetaca, tako dobar poznavatelj kršćanske ikonografije Helmur Nikal primjećuje; jedan drugi svetac znan kao Teodor Stratelates ("General") doživio je svoj svoje mučeništvo u Pontskoj Herakleji, no i njemu je pripisano čudo - ubijanja zmaja.
Katolička crkva slavi sveca 9. studenog, a dio pravoslavnih crkava slavi ga 17. veljače.

## Vanjske poveznice
- Catholic Encyclopedia: Theodore of Amasea (engl.)
- Hagiography from the website of the Orthodox Church in America (engl.)
- Sveci 9. studenog: Sv. Teodor Tiron (engl.)